# Raczkowice
Raczkowice est une localité polonaise de la gmina de Dąbrowa Zielona, située dans le powiat de Częstochowa en voïvodie de Silésie.